# اوکسانا حاتم‌خان‌اوا
اوکسانا هاتامکانوا (به انگلیسی: Oksana Hatamkhanova) (زادهٔ ۲۹ ژوئیهٔ ۱۹۹۰) شناگر اهل جمهوری آذربایجان است.